# Sicral 2
Sicral 2 è un satellite militare italo-francese per le telecomunicazioni messo in orbita geostazionaria, a circa 36000 km, il 26 aprile 2015 alle ore 22 dal vettore Ariane 5. La sua operatività prevista è di 15 anni. Il Ministero della Difesa italiano detiene il 62% della quota di partecipazione a fronte del 38% della Direzione Generale degli Armamenti francese. 
Sicral 2 garantisce l'operatività con gli attuali asset satellitari, con l'esistente rete di comunicazioni e con la NATO. 
Il satellite fornisce servizi di tipo strategico e tattico e fa parte del Sistema Italiano per Comunicazioni Riservate ed Allarmi. Il Centro Controllo Satellite si trova presso il Centro Interforze di Gestione e Controllo (CIGC) di Vigna di Valle (Roma). L'intero sistema è protetto sia da disturbatori di tipo elettronico che da impulsi elettromagnetici derivanti da esplosioni nucleari in alta quota.

## Dati tecnici pubblici
- massa: 4360 kg al lancio; 1910 kg a secco
- potenza: 7 kW
- piattaforma: SpaceBus B3
- Transponder: SHF: 10x40 MHz; UHF: 15x25 kHz; EHF/Ka TCR
- posizione orbitale: 37°E (nominale), 21,8°E (backup)